# Cyttaria

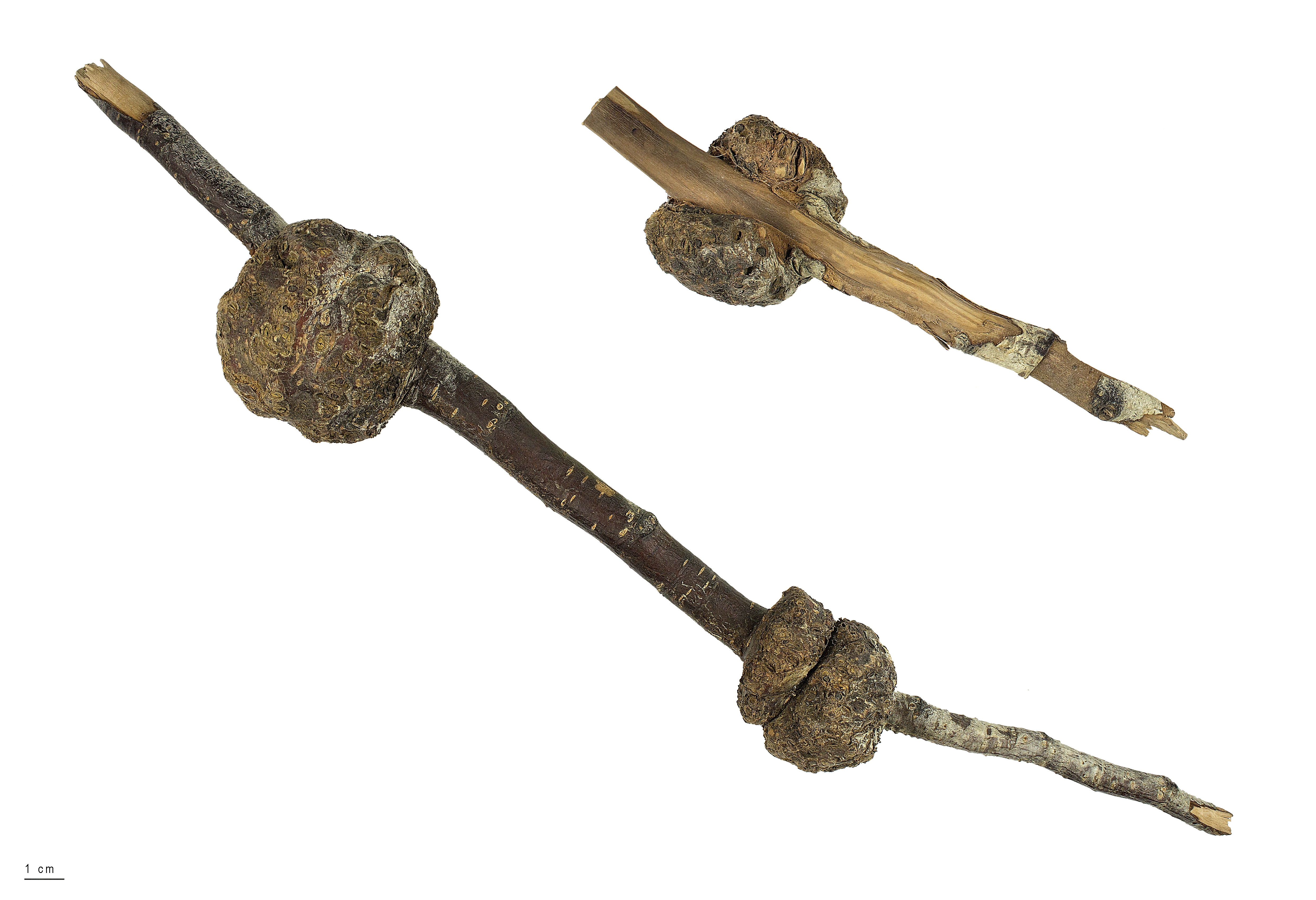
Cyttaria sp. - MHNT

Cyttaria es un género de hongos ascomiceto. Posee al menos 20 especies y subespecies, que se hallan en Sudamérica y en Australia asociadas con los árboles Nothofagus Blume 1850.
En el Cono Sur se recolectan y consumen los dihueñes, pinatras o curacuchas. Estos nombres son genéricos, aplicándose a más de diez especies de este género. Algunos autores refieren nombres particulares a determinadas especies pero sin correspondencia entre los distintos autores. Por ejemplo, un autor señala llaullaos (C. harioti); otro, llau-llau (C. darwinii o C. harioti).